# Nam vương Quốc tế 2023 (Philippines)
Nam vương Quốc tế 2023 là cuộc thi Nam vương Quốc tế lần thứ 15, được tổ chức tại Cordillera Convention Center of Baguio Country Club, Baguio, Philippines, vào ngày 20 tháng 10 năm 2023.
Cuộc thi này được Mister International Organization có trụ sở tại Philippines tổ chức, song song với cuộc thi Nam vương Quốc tế 2023 tại Băng Cốc của tổ chức có trụ sở tại Thái Lan tự nhận là đơn vị tổ chức hợp pháp của cuộc thi.
José Calle đến từ Tây Ban Nha giành được danh hiệu Nam vương Quốc tế 2023 vào ngày 20 tháng 10 năm 2023, tại Cordillera Convention Center of Baguio Country Club in Baguio City, Philippines, trở thành người Tây Ban Nha đầu tiên đạt được danh hiệu này. José Calle cũng đến từ Málaga tạo nên lịch sử trong các cuộc thi sắc đẹp dành cho nam giới, sau Juan García Postigo giành được danh hiệu Nam vương Thế giới 2007 lớn nhất cho Tây Ban Nha.

## Kết quả
| Hạng                      | Thí sinh |
| ------------------------- | --- |
| Mister International 2023 | - Tây Ban Nha — José Calle |
| Á vương 1                 | - Philippines — Austin Cabatana |
| Á vương 2                 | - Jamaica — Tamichael Watson |
| Á vương 3                 | - Argentina — Angel Olaya |
| Á vương 4                 | - Malaysia — Abdul Rahman Lee |
| Top 8                     | - Canada — Dhruv Kumar - Hoa Kỳ — Anthony Borengasser - Myanmar — Aung Khant Kyaw |
| Top 16                    | - Anh Quốc — Ryan Larson - Cuba — Branden Alaen - Brasil — Eduardo Onofre - Costa Rica — Roberto Mena - México — Christian Cardero - Nepal — Abishek Chudal - Nigeria — Samuel Michael Adebowale - Uzbekistan — Laziz Rastomov |

### Thứ tự gọi tên
| 1. Malaysia 2. Anh Quốc 3. Brasil 4. Hoa Kỳ 5. Jamaica 6. Cuba 7. Nepal 8. Tây Ban Nha 9. Canada 10. México 11. Nigeria 12. Philippines 13. Costa Rica 14. Uzbekistan 15. Argentina 16. Myanmar | 1. Tây Ban Nha 2. Jamaica 3. Canada 4. Argentina 5. Philippines 6. Myanmar 7. Hoa Kỳ 8. Malaysia | 1. Argentina 2. Tây Ban Nha 3. Malaysia 4. Jamaica 5. Philippines |

### Giải thưởng đặc biệt
| Giải thưởng              | Thí sinh | Thí sinh |
| ------------------------ | --- | -------- |
| Best in National Costume | Winner - Philippines — Austin Cabatana 1st Runner-Up - Brasil — Eduardo Onofre 2nd Runner-Up - Campuchia — Thea Sok Tola |          |
| Mister Photogenic        | - Tây Ban Nha — José Calle                                                                                               |          |
| Mister Congeniality      | - Nepal — Abishek Chudal                                                                                                 |          |
| Mister Personality       | - Nam Phi — Kofi Adea-Adu                                                                                                |          |
| Mister Swim Wear         | - Tây Ban Nha — José Calle                                                                                               |          |
| Mister Formal Wear       | - Philippines — Austin Cabatana                                                                                          |          |
| Mister Derma World       | - Tây Ban Nha — José Calle                                                                                               |          |
| Top Model Awardee        | - Ba Lan — Maciej Skowronek                                                                                              |          |
| Multimedia Awardee       | - Singapore — Aidid Haidil                                                                                               |          |

## Các thí sinh
26 thí sinh tham dự.
| Quốc gia/vùng lãnh thổ | Thí sinh                  |
| ---------------------- | ------------------------- |
| Anh Quốc               | Ryan Larson               |
| Argentina              | Angel Olaya               |
| Ấn Độ                  | Jairus Singh              |
| Ba Lan                 | Maciej Skowronek          |
| Brasil                 | Eduardo Onofre            |
| Campuchia              | Thea Sok Tola             |
| Canada                 | Dhruv Kumar               |
| Costa Rica             | Roberto Mena              |
| Cuba                   | Branden Alaen             |
| Ghana                  | Richard Yaw-Emefa         |
| Hoa Kỳ                 | Anthony Borengasser       |
| Indonesia              | Isach Kbarek              |
| Jamaica                | Tamichael Watson          |
| Malaysia               | Abdul Rahman Lee          |
| México                 | Christian Cardero         |
| Myanmar                | Aung Khant Kyaw           |
| Nam Phi                | Kofi Adea-Adu             |
| Nepal                  | Abishek Chudal            |
| Nhật Bản               | Takumi Ozawa              |
| Nigeria                | Michael Adebowale         |
| Philippines            | Austin Cabatana           |
| Singapore              | Aidid Haidil              |
| Tây Ban Nha            | Jose Antonio Campos Calle |
| Uzbekistan             | Laziz Rastomov            |
| Úc                     | Casey Van Ryan            |
| Việt Nam               | Nguyễn Văn Phi            |